# Sinaloa
Sinaloa, oficialmente Estado Libre y Soberano de Sinaloa, es uno de los treinta y un estados que, junto con la Ciudad de México, conforman México. Está ubicado en la región noroeste del país, limitando al norte con Sonora y Chihuahua, al este con Durango, al sur con Nayarit y al oeste con el golfo de California (océano Pacífico). Fue fundado el 14 de octubre de 1830. 
Es el estado agrícola más importante de la federación, lo que ha hecho que se gane el apodo de «el granero de México». Cuenta con la segunda flota pesquera más grande del país. Culturalmente, es conocido por su música típica, la banda sinaloense o tambora. El ulama, un tipo de juego de pelota mesoamericano, se práctica en el estado. Se divide en 20 municipios. Su capital y ciudad más poblada es Culiacán Rosales. Otras localidades importantes son Mazatlán, Los Mochis, Guasave, Guamúchil, Escuinapa, El Fuerte, Sinaloa de Leyva, El Rosario, San Ignacio de Piaxtla y Choix.

## Toponimia
Existen varias versiones acerca del significado de su nombre. La etimología más aceptada establece que la palabra Sinaloa viene de la lengua cahita, y se compone de las voces sina, que significa pitahaya, y lobola, que significa redondeado. Así, sinalobola significa: "pitahaya redonda".

## Historia

### Época prehispánica

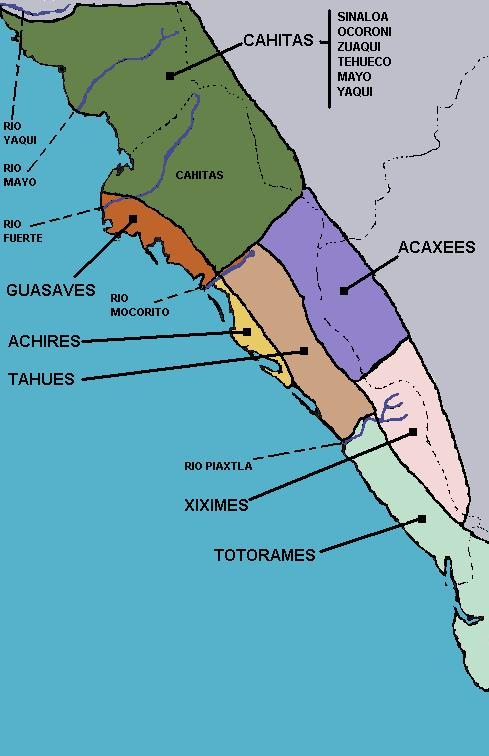
Mapa que muestra la distribución de territorios de las tribus indígenas que habitaron Sinaloa.

Sinaloa perteneció al límite norte de Mesoamérica. El mayor grado de urbanización de la región se registró en la parte centro y sur del estado, alrededor de valles y costas. Del río Fuerte hacia el norte se localiza la región conocida como Aridoamérica, que comprende los lugares desérticos y áridos del norte de la República Mexicana. Antes del contacto con los europeos, el territorio de Sinaloa estuvo poblado por un número considerable de pueblos que tuvieron diferenciación lingüística pero con ciertas unidades dialectales comunes. Los principales grupos que habitaron la región de Sinaloa fueron los Cahitas, los Tahues, los Acaxees, los Xiximes, los Totorames, los Achires y los Guasaves.
La división indígena del territorio, basada más bien en un cierto respeto a la naturaleza y a la manera de vivirla, persistió al momento de la invasión y a la conquista y así dio origen a tres provincias que se llamaron Chiametlán, Culiacán y Sinaloa. La vida cotidiana y económica se desarrolló en las márgenes de los ríos, los cuales fueron su lugar de asentamient̟o principal. Los habitantes prehispánicos de Sinaloa estaban sujetos a las condiciones ecológicas de su territorio; adaptados a su medio, no construyeron ciudades como en el altiplano de la zona central de lo que hoy es México. Sus moradas fueron endebles pues conocían las grandes avenidas de los ríos, por lo que podían cambiar de lugar según fueran las condiciones naturales.
Los habitantes de las tres zonas fabricaron cerámica de uso ceremonial, enterraron a sus muertos en ollas como si volvieran al vientre materno, practicaron los juegos prehispánicos del ulama, recolectaban miel y frutas silvestres, tejieron mantas, fabricaron pipas de barro, sellos para decorar paredes y telas, cazaron el venado, dejaron su mensaje en petroglifos; signos abstractos grabados en piedra y participaron en la defensa de su territorio.

### Conquista española

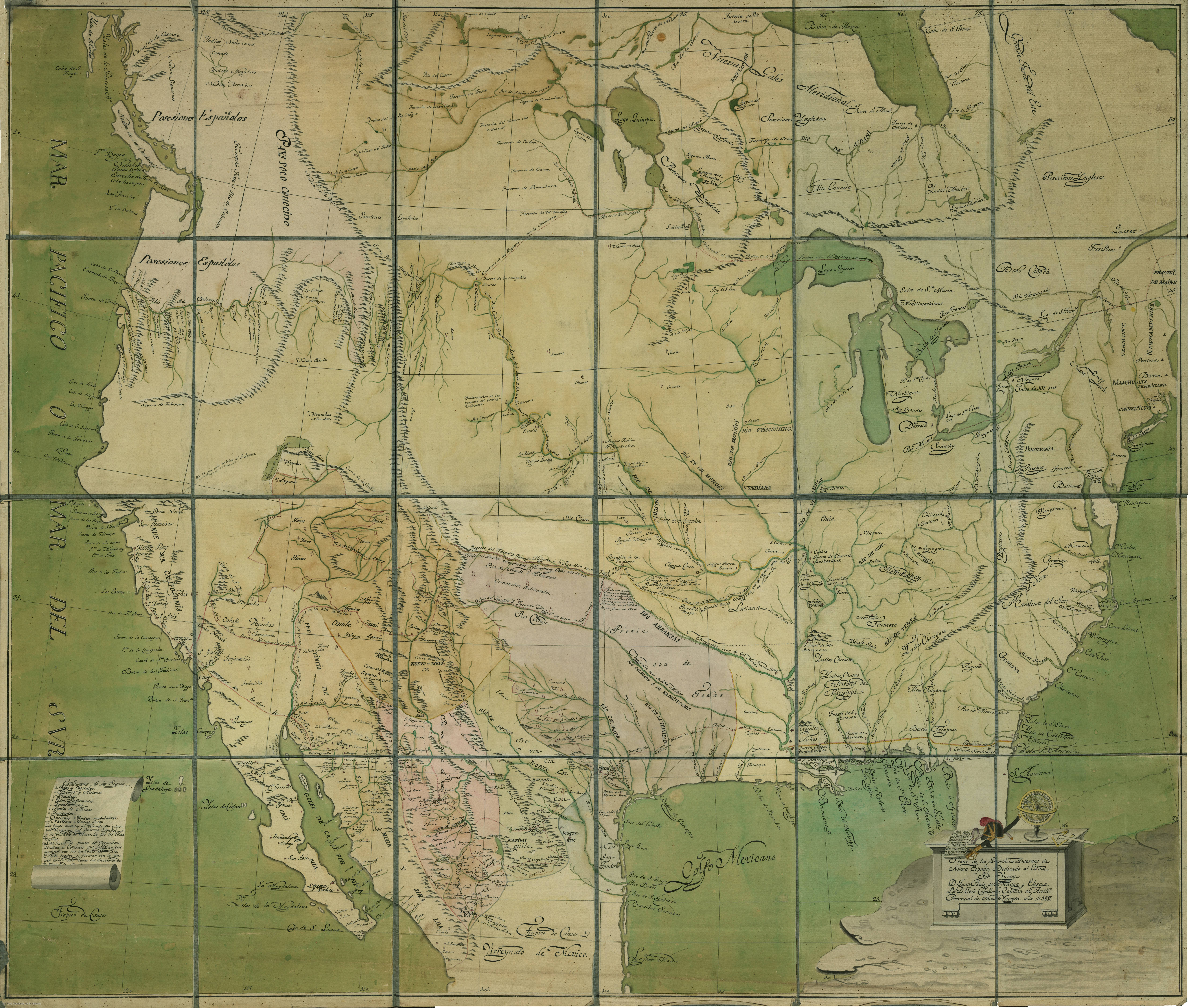
Mapa español de 1817 que muestra la provincia de Sonora y Sinaloa, en el virreinato de Nueva España.

El descubrimiento y conquista de Sinaloa por los españoles no se realizó en una sola expedición, como la de Anáhuac, sino varias. La primera expedición, que se hizo por tierra, fue mandada por Nuño Beltrán de Guzmán, presidente de la Real Audiencia de México. Beltrán de Guzmán, a la cabeza de 400 españoles, más de 8,000 indígenas auxiliares y muchos de carga, salió de la Ciudad de México a fines del año de 1529, y después de haber liderado la conquista de Nueva Galicia, hoy estado de Jalisco, se dirigió más al norte hasta encontrar las ricas minas de oro y plata y las grandes ciudades que se decía haber en estas regiones.
A principios de 1531 Beltrán de Guzmán entró a Chametla, habiendo derrotado a los indígenas que le opusieron resistencia en el Llano de las Vacas. De Chametla marchó al valle de Culiacán, pasando por Piaxtla, por el pueblo de la Sal — probablemente las Salinas de Ceuta— y el pueblo de Baila.
En todo el tránsito se libraban combates y escaramuzas que terminaban por la derrota de los nativos. En algunas poblaciones, especialmente a orillas del río Ciguatán, hoy San Lorenzo, los españoles solo hallaron mujeres, lo que dio paso a la creencia de que estaban habitadas por amazonas; pero tal circunstancia era debido a que los varones andaban fuera, pensando en dar guerra a los invasores.
Fray Antonio Tello escribió que al llegar a Oso, la expedición fue recibida en paz por el señor del pueblo y diez mil indígenas, que los acompañaron hasta Navito. Guzmán determinó fundar allí una villa con el título de San Miguel de Navito, pero que en el mismo año fue trasladada a Culiacán. De Navito, continuando a Culiacán, pasaron los españoles por el pueblo de Quilá, que incendiaron después del combate. 
Nuño Beltrán de Guzmán expedicionó en seguida por la costa, los pueblos de las Vegas y el Vizcaíno, y después por la sierra de Capirato; y a su regreso fundó con cien españoles la villa de San Miguel de Culiacán, en la margen izquierda del río de Orabá (hoy río Tamazula) y frente de la punta del mismo con el río Humaya, alrededor de tres leguas arriba de la antigua y misteriosa ciudad, de la que no queda más vestigio que el nombre diminutivo del pueblo donde pudo estar ubicada.
Almíndez Chirinos, otro capitán español, expedicionó por el norte, derrotó a los indígenas que le opusieron resistencia en los ríos de Mocorito y Sinaloa, y bajó a Tamazula, donde tuvo noticia que en esa costa había sido muerto, con todos sus compañeros, Diego Hurtado de Mendoza, jefe de la expedición que por mar había enviado Hernán Cortés en pos de nuevos descubrimientos.

### Independencia
En Sinaloa, la guerra de Independencia fue encabezada por José María González Hermosillo, un insurgente que fue comisionado por Miguel Hidalgo para insurreccionar las provincias de Sinaloa y Sonora, así que acompañado del teniente José Antonio López y asesorado por el dominico Fray Francisco de la Parra se encaminó rumbo al norte al frente de unos dos mil soldados. Apoyado en seiscientos soldados y seis piezas de artillería, Villaescusa se hizo fuerte en El Rosario que fue atacado por José María González Hermosillo el 21 y el 24 de diciembre de 1810 en Rosario.
Los soldados sinaloenses, después de la batalla en Rosario, siguieron con rumbo a Concordia, y allí tomaron la plaza en apoyo de los habitantes del lugar. José María González Hermosillo continuó su campaña rumbo al norte y el 7 de febrero de 1811, en San Ignacio de Piaxtla se enfrentó a las tropas realistas que dirigía el gobernador de Sonora y Sinaloa: Alejo García Conde, quien derrotó a las tropas de González Hermosillo.
Independientemente de la expedición de González Hermosillo, en la región de Badiraguato se fraguó un brote de rebeldía cuyo cabecilla fue el ópata Antonio o Apolonio García. La rebelión estaba planeada para el 6 de marzo de 1811, pero denunciados los conjurados ante el párroco de Badiraguato adelantaron el movimiento. Atravesaron el partido de Badiraguato y entraron al de Sinaloa; pasaron por Bacubirito y el día 13 del mismo mes llegaron a Charay donde encontraron un destacamento de ópatas al mando del capitán Juan José Padilla, entablándose un tiroteo en el que los realistas derrotaron a los insurrectos, dejando cincuenta muertos y un número de prisioneros.

### Separación de Sonora y Sinaloa

Mapa que muestra la provincia de Sonora y Sinaloa.

Antes que estallara la Guerra de Independencia en 1810, Sonora y Sinaloa formaban parte del Estado de Occidente. Después de discusiones entre los diputados locales, en 1830, un decreto expedido por el Primer Congreso Constituyente Mexicano, el Estado Interno de Occidente quedó separado; a partir de esa fecha, Sinaloa y Sonora son estados libres y soberanos. Los hombres que más lucharon para que Sinaloa se separara de Sonora, fueron Francisco Iriarte y Pablo de Villavicencio.
Una vez disuelto el Estado de Occidente, los Estados Libres y Soberanos de Sonora y Sinaloa procedieron a designar e instalar sus respectivas legislaturas, cuya misión fundamental fue dotar a cada entidad de las leyes necesarias para conducir sus actividades por el camino del derecho y la paz social. No obstante, en esta disolución Sinaloa perdió parte de su territorio ubicado en el norte, tierras de los mayos principalmente, las cuales pasaron a formar parte del territorio de Sonora.
El 12 de diciembre de 1831 se promulgó la primera Constitución Política del Estado de Sinaloa, cuyo artículo 31 disponía la división territorial comprendida por los distritos de El Rosario, Concordia, Villa de la Unión, San Ignacio, Cosalá, Culiacán, Badiraguato, Mocorito, Sinaloa, El Fuerte y Choix.

### Revolución mexicana
En Sinaloa, la revolución mexicana inició tras la muerte de Francisco Cañedo, en 1909. Se convocaron elecciones gubernamentales en las que participaron Diego Redo y José Ferrel. Rafael Buelna Tenorio, conocido como el “Granito de Oro”, inició su participación política uniéndose a la candidatura de José Ferrel y se convirtió en uno de sus principales oradores.
Después de estos hechos[¿cuál?], muchos sinaloenses decepcionados no quisieron luchar en contra del entonces presidente Porfirio Díaz que deseaba su reelección. Pero otros estuvieron dispuestos a una nueva lucha y empezaron a tomar parte en la campaña antirreeleccionista encabezada por Francisco I. Madero. El 2 de enero de 1910 Madero desembarcó en Mazatlán. Madero también estuvo en Culiacán y en Angostura y conoció al profesor Gabriel Leyva Solano, quien era su partidario y enemigo de la dictadura de Díaz. Cuando Díaz mandó encarcelar a Madero y se hizo reelegir presidente de México por sexta vez, Leyva Solano se levantó en armas el 2 de junio de 1910. Fue traicionado y cayó en manos de las autoridades, quienes lo asesinaron en Cabrera de Inzunza el 13 de junio del mismo año. Leyva Solano es considerado precursor de la Revolución mexicana. 
En Sinaloa se levantaron Juan M. Banderas, Ramón F. Iturbe y Herculano de la Rocha en el norte, y en el sur Justo Tirado y Pomposo Acosta. Aunque al principio estos levantamientos no llegaron a constituir un peligro para el régimne de Díaz, al involucrarse otros pronunciamientos que se llevaron a cabo en varias partes del país, hicieron que la revolución de Madero avanzara. En Sinaloa, Banderas e Iturbe vencieron a los federales dirigidos por el general Higinio Aguilar y el coronel Luis Morales, y toman Culiacán en mayo de 1911. Después de seis meses de lucha, Porfirio Díaz renunció a la presidencia y abandonó el país.
El 22 de febrero de 1913 son asesinados Madero y el vicepresidente José María Pino Suárez por órdenes de Victoriano Huerta, quien nombró al general José Legorreta gobernador de Sinaloa en lugar de Felipe Riveros. Venustiano Carranza se levantó en armas en contra de Huerta para restaurar el orden constitucional, por eso a su ejército se le llamó Constitucionalista. Los grupos revolucionarios de Sinaloa que se levantaron en armas estaban acaudillados por Juan Carrasco. En la sierra, Rafael Buelna atacó las poblaciones de San Ignacio y Rosario y penetró en el entonces territorio de Tepic. Carranza y sus tropas llegaron a El Fuerte el 15 de septiembre de 1913. Benjamín Hill tomó Los Mochis y poco después la plaza de Sinaloa. El ejército del Noroeste al mando de Álvaro Obregón tomó Culiacán; puso sitio a Mazatlán y continuó su marcha hacia el sur. 
Sin embargo, una vez derrotado Huerta, la situación se hizo más tensa. Pero las diferencias eran profundas; por un lado, se encontraban los carrancistas, representando al grupo que deseaba el control de la economía y la política y por otro los obregonistas representantes de los pequeños y medianos propietarios y comerciantes, quienes también ansiaban el control económico y político que durante tanto tiempo les fuera negado. En otro extremo estaban los villistas y zapatistas, que representaban a la población campesina que luchaba por el reparto de tierras. Los distintos grupos no llegaron a un acuerdo y la convención se trasladó a Aguascalientes, donde desconoció a Carranza como presidente; este partió hacia Veracruz y tras cruentos combates los constitucionalistas se impusieron y Carranza propuso la elaboración de una constitución que se promulgó el 5 de febrero de 1917.

### Cronología histórica
- 1529:	Nuño Beltrán de Guzmán funda la Villa del Espíritu Santo de Chametla.
- 1531:	Nuño Beltrán de Guzmán funda la Villa de San Miguel de Culiacán.
- 1563:	Amador López funda El Real de Minas de las Vírgenes de Cosalá.
- 1565:	Francisco de Ibarra funda la Villa de San Sebastián (Concordia).
- 1595: 	Hernando de Villafañe funda la Villa de Guasave.
- 1606:	Hernando de Santarén funda San Juan Badiraguato.
- 1610:	Diego Martínez de Hurraine funda El Fuerte de Montesclaros.
- 1665:	Bonifacio Rojas funda El Real de Minas de Nuestra Señora del Rosario.
- 1699:	Manuel Gámez de Maldonado funda San Pedro de Guamúchil.
- 1826:	 Se funda el puerto de libre navegación de Mazatlán.
- 1830:	El Congreso Federal expide la Ley que aprueba la división del estado de Sonora y Sinaloa.
- 1831:	A partir de este año, existe Sinaloa como Entidad Federativa integrante de los Estados Unidos Mexicanos.
- 1831:	La Primera Legislatura Sinaloense expide la Primera Constitución Política de Sinaloa.
- 1858:	En plena Guerra de Reforma, la juventud sinaloense se levanta en armas en el Norte de la entidad, proclamando el Plan de El Fuerte en apoyo al Gobierno Liberal. En Culiacán lo hace igualmente el Lic. Eustaquio Buelna y el teniente coronel Ignacio Martínez Valenzuela. El señor Plácido Vega es reconocido como jefe del movimiento en El Fuerte.
- 1864:	El ejército francés llega a Mazatlán.
- 1864:	El 22 de diciembre, el general Antonio Rosales derrota al ejército francés en el poblado de San Pedro.
- 1903: Se funda la ciudad de Los Mochis, por Benjamin F. Johnston.
- 1911:	El 3 de septiembre se efectuaron las primeras elecciones de la etapa revolucionaria en Sinaloa.
- 1913:	En noviembre Culiacán queda en poder de las Fuerzas Constitucionalistas, acción dirigida personalmente por el general Álvaro Obregón, jefe del Ejército Constitucionalista del Noroeste.
- 1916:	Venustiano Carranza nombra al general Ángel Flores gobernador de Sinaloa, iniciando las primeras obras de irrigación en el Valle de Culiacán, al comenzar los trabajos del canal Rosales.
- 1917:	El 5 de febrero se promulga la constitución. En Sinaloa es firmada y promulgada por el general Ramón F. Iturbe en su carácter de Gobernador.
- 1917:	El general Ramón F. Iturbe crea la Dirección de Educación con el propósito de impulsar la impartición del servicio educativo entre la niñez de nuestra entidad.
- 1945:	En este año ocupa la gubernatura el general Pablo Macías Valenzuela, quien da un gran impulso a la educación y a la irrigación de tierras. Por lo primero es recordado como el sembrador de escuelas y por lo segundo, es recordado porque en su gobierno el presidente Miguel Alemán inauguró la presa Sinaloa.

## Gobierno

### Forma de gobierno
El estado de Sinaloa se gobierna bajo un modelo republicano y es libre y soberano, poseen una constitución y un congreso propio. El gobierno estatal se encuentra dividido en tres poderes. El Poder Ejecutivo es ejercido por el Gobernador del Estado, elegido cada seis años, sin reelección. El Poder Legislativo se deposita en el Congreso del Estado de Sinaloa, integrado por diputados electos por períodos de tres años. El Poder Judicial es encarnado por el Supremo Tribunal de Justicia de Sinaloa.
El estado se divide en municipios. Cada municipio posee un ayuntamiento, integrado por regidores y síndicos, y encabezado por el presidente municipal. Los cargos mencionados tienen duración de tres años.

### Organización territorial

División política del Estado de Sinaloa

#### Municipio Libre
El Municipio Libre es la base de la organización política y administrativa del Estado de Sinaloa.
El Estado de Sinaloa, en la actualidad, se divide en 20 municipios. Los municipios de más reciente creación son El Dorado y Juan José Ríos, y su ayuntamiento entrará en vigor a partir del 1 de noviembre del 2024.

#### Sindicaturas y Comisarías
Según la Ley Orgánica Municipal del Estado de Sinaloa, los Municipios del Estado se dividen en Sindicaturas y estas en Comisarías. La cantidad de Sindicaturas y Comisarías varía por municipio, siendo el que más tiene, el Municipio de Culiacán, con 18, y el que menos tiene, el Municipio de Salvador Alvarado, con 3.
En 2024, en total, el Estado de Sinaloa tiene alrededor de 158 sindicaturas.
| Clave INEGI | Municipio         | Cabecera municipal   | Población (2015) | 'Posición' | Fecha de creación |
| 001         | Ahome             | Los Mochis           | 459,310          | 3          | 1917              |
| 002         | Angostura         | Angostura            | 44,093           | 12         | 1916              |
| 003         | Badiraguato       | Badiraguato          | 26,542           | 15         | 1915              |
| 004         | Concordia         | Concordia            | 24,899           | 16         | 1915              |
| 005         | Cosalá            | Cosalá               | 17,012           | 18         | 1915              |
| 006         | Culiacán          | Culiacán Rosales     | 1,003,530        | 1          | 1915              |
| 007         | Choix             | Choix                | 29,334           | 14         | 1916              |
| 008         | Elota             | La Cruz              | 55,339           | 10         | 1917              |
| 009         | Escuinapa         | Escuinapa de Hidalgo | 59,988           | 9          | 1915              |
| 010         | El Fuerte         | El Fuerte            | 96,593           | 6          | 1915              |
| 011         | Guasave           | Guasave              | 289,009          | 4          | 1916              |
| 012         | Mazatlán          | Mazatlán             | 501,441          | 2          | 1915              |
| 013         | Mocorito          | Mocorito             | 40,358           | 13         | 1915              |
| 014         | Rosario           | El Rosario           | 52,345           | 11         | 1915              |
| 015         | Salvador Alvarado | Guamúchil            | 79,492           | 7          | 1962              |
| 016         | San Ignacio       | San Ignacio          | 19.505           | 17         | 1915              |
| 017         | Sinaloa           | Sinaloa de Leyva     | 78,670           | 8          | 1915              |
| 018         | Navolato          | Navolato             | 149,122          | 5          | 1982              |

### Municipios por Índice de Desarrollo Humano en 2010
| Municipios de Sinaloa por IDH (2010) |                                       |             |                   |                      |                 |              |                                       |                 |
| Puesto                               | Puesto                                | Municipio   | Municipio         | Municipio            | IDH             | IDH          | IDH                                   | País comparable |
| Informe 2010                         | Variación respecto al informe de 2005 | Clave INEGI | Nombre            | Cabecera municipal   | Informe 2010    | Informe 2005 | Variación respecto al informe de 2005 | País comparable |
| 1                                    | (3)                                   | 015         | Salvador Alvarado | Guamúchil            | 0.8811 Muy alto | 0.8775       | 0.0036                                | Corea del Sur   |
| 2                                    | (1)                                   | 006         | Culiacán          | Culiacán Rosales     | 0.8791 Muy alto | 0.8790       | 0.0001                                | Finlandia       |
| 3                                    | (1)                                   | 012         | Mazatlán          | Mazatlán             | 0.8785 Muy alto | 0.8881       | 0.0096                                | Suiza           |
| 4                                    | (3)                                   | 001         | Ahome             | Los Mochis           | 0.8776 Muy alto | 0.8935       | 0.0159                                | Francia         |
| 5                                    | Sin cambios                           | 002         | Angostura         | Angostura            | 0.8735 Muy alto | 0.8630       | 0.0105                                | Israel          |
| 6                                    | (1)                                   | 011         | Guasave           | Guasave              | 0.8632 Muy alto | 0.8353       | 0.0279                                | España          |
| 7                                    | (2)                                   | 009         | Escuinapa         | Escuinapa de Hidalgo | 0.8528 Muy alto | 0.8214       | 0.0299                                | Luxemburgo      |
| 8                                    | Sin cambios                           | 018         | Navolato          | Navolato             | 0.8513 Muy alto | 0.8281       | 0.0232                                | Catar           |
| 9                                    | (3)                                   | 010         | El Fuerte         | El Fuerte            | 0.8457 Muy alto | 0.8383       | 0.0074                                | Singapur        |
| 10                                   | (4)                                   | 016         | San Ignacio       | San Ignacio          | 0.8452 Muy alto | 0.7755       | 0.0697                                | Chipre          |
| 11                                   | Sin cambios                           | 004         | Concordia         | Concordia            | 0.8406 Muy alto | 0.7857       | 0.0549                                | Estonia         |
| 12                                   | (2)                                   | 014         | Rosario           | El Rosario           | 0.8319 Muy alto | 0.7900       | 0.0419                                | Andorra         |
| 13                                   | Sin cambios                           | 008         | Elota             | La Cruz              | 0.8298 Muy alto | 0.7827       | 0.0471                                | Eslovenia       |
| 14                                   | (2)                                   | 013         | Mocorito          | Mocorito             | 0.8217 Muy alto | 0.7845       | 0.0365                                | Eslovaquia      |
| 15                                   | Sin cambios                           | 017         | Sinaloa           | Sinaloa de Leyva     | 0.8199 Muy alto | 0.7634       | 0.0565                                | Eslovaquia      |
| 16                                   | Sin cambios                           | 005         | Cosalá            | Cosalá               | 0.8067 Muy alto | 0.7536       | 0.0531                                | Hungría         |
| 17                                   | Sin cambios                           | 007         | Choix             | Choix                | 0.7957 Alto     | 0.7350       | 0.0607                                | Polonia         |
| 18                                   | Sin cambios                           | 003         | Badiraguato       | Badiraguato          | 0.7926 Alto     | 0.7234       | 0.0692                                | Barbados        |

## Geografía

### Coordenadas
Sinaloa se ubica en el noroeste del país, entre las coordenadas 22°31′ y 26°56′ de Latitud norte y los 105°24′ y 109°27′ de longitud oeste. El estado cuenta con una superficie total de 58,200 km cuadrados, de los cuales corresponden a su superficie continental y a su superficie insular. El estado de Sinaloa representa 2,9 % de la superficie del país.
Sinaloa está ubicada en una región naturalmente fértil, cuenta con 12 ríos y 12 presas. Cuenta con 656 kilómetros del litoral pertenecientes en su mayoría al Golfo de California y el resto al Océano Pacífico, lo que representa el 5,6 % del total nacional. Además de tener 12 bahías y 15 esteros, cuenta con de plataforma continental y 221 600 hectáreas de lagunas litorales

### Relieve

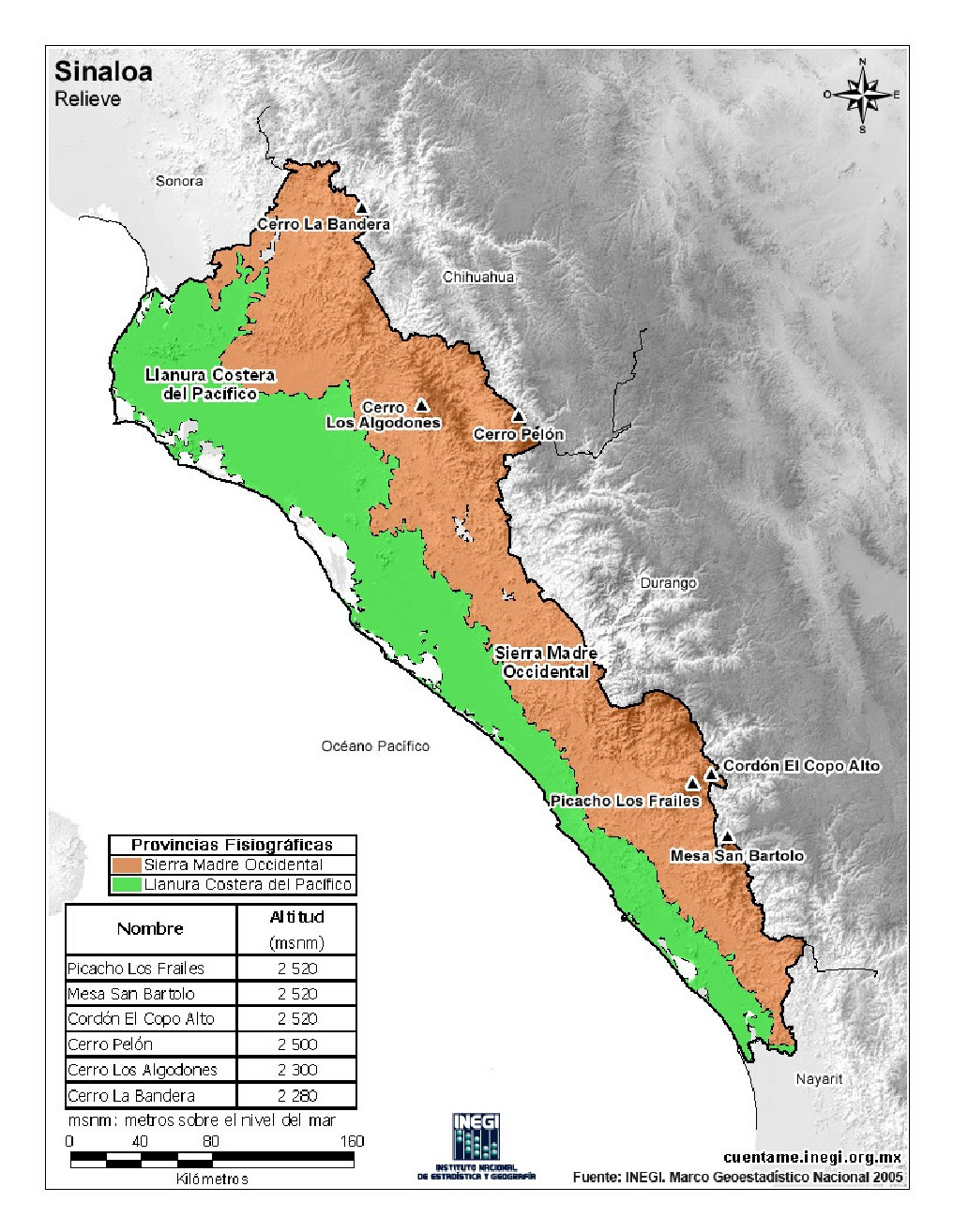
Relieve de Sinaloa

El relieve del estado de Sinaloa está dividido en dos grandes zonas: la Sierra Madre Occidental y la Llanura Costera del Pacífico.
Su clima es variado y presenta un relieve muy accidentado en el oriente, por la Sierra Madre Occidental, una cadena montañosa que va desde el norte de la entidad hasta el sur, y el suroriente, donde se presentan cañones y lomeríos. La sierra es inclinada con caídos que bajan hasta los 1000 metros, y presenta montañas con altura superior a los 2500 m s. n. m.
En el relieve se encuentra una amplia planicie de llanura costera que se encuentra a todo lo largo del estado, en ocasiones interceptada por cerros muy secos, en la región del norte es amplia y reducida al sur, ahí se encuentra la Isla Altamura e Isla San Ignacio, así como cuerpos de agua uno de ellos es El Caimanero. Dentro de esta llanura costera se encuentran los valles agrícolas.
La franja que va desde El Fuerte hasta Mazatlán, el 10 % es muy seco y se localiza en la zona de Los Mochis, el restante 2 % es clima templado subhúmedo localizado en las partes altas de la Sierra Madre Occidental.
Las temperaturas mínimas promedio son alrededor de 10,5 °C en el mes de enero y las máximas promedio pueden ser mayores a 36 °C durante los meses de mayo a julio. Las lluvias se presentan en el verano durante los meses de julio a septiembre, la precipitación media del estado es de anuales.
Sinaloa es un importante productor agrícola nacional, las principales áreas de cultivo se encuentran en los climas secos y semisecos, por lo que requiere riego siendo los principales cultivos: maíz, frijol, papa, cártamo, soya, algodón, sorgo, garbanzo y cártamo entre otros. En la región que presenta clima cálido subhúmedo se cultiva jitomate, sandía melón y hortalizas.
- Seco y Semiseco 40 %
- Cálido Subhúmedo 48 %
- Muy Seco 10 %
- Templado Subhúmedo 2 %

### Hidrografía
A continuación se listan los trece ríos de Sinaloa
| Río                                          | Longitud (km)                                                          | Escurrimiento Superficial (Millones de M3/año) | Área de la Cuenca | (Municipios)                     |
| Río Fuerte                                   | 670                                                                    | 5,176                                          | 35,580            | Choix, El Fuerte y Ahome         |
| Río Sinaloa                                  | 380                                                                    | 2,100                                          | 13,530            | Sinaloa y Guasave                |
| Río Mocorito                                 | 118                                                                    | 227                                            | 2,260             | Mocorito, Salv. Alv. y Angostura |
| Río Humaya Río Tamazula Forman: Río Culiacán | 340180 98 \|\| 3,122 \|\| 15,700 \|\| Badiraguato, Culiacán y Navolato |                                                |                   |                                  |
| Río San Lorenzo                              | 337                                                                    | 1,680                                          | 8,840             | Cosalá y Culiacán                |
| Río Elota                                    | 195                                                                    | 506                                            | 2,370             | Cosalá y Elota                   |
| Río Piaxtla                                  | 295                                                                    | 1,415                                          | 11,450            | San Ignacio                      |
| Río Quelite                                  | 108                                                                    | 94                                             | 1,140             | San Ignacio y Mazatlán           |
| Río Presidio                                 | 316                                                                    | 1,250                                          | 3,450             | Mazatlán y Concordia             |
| Río Baluarte                                 | 200                                                                    | 1,838                                          | 1,420             | Rosario y Concordia              |
| Río Cañas                                    | 175                                                                    | 278                                            | 1,650             | Escuinapa                        |

### Biodiversidad
En el estado de Sinaloa existe una gran diversidad de especies de plantas, como bosques de pino-encino y pino-ocotero, coco de aceite, yute, huizache, palo blanco, roble, madroño y pastizales, mangle, tule y guamúchil.
Las especies de animales que habitan en la entidad son jabalí, venado cola blanca, tigrillo, codorniz; mientras que en el mar hay camarón, mero, tortuga, robalo, pargo y corvina.
Flora
- En la sierra	Bosques de pino-encino y pino-ocotero.
- En las llanuras	Coco de aceite, yute, huisache, palo blanco, roble, madroño y pastizales.
- En las costas	Mangle, tule y guamúchil.

Fauna
- En llanuras y sierras	Onza, jabalí, venado cola blanca, tigrillo, jaguar, cardenal, chara pinta, codorniz y primavera.
- En el mar	Camarón, mero, tortuga, robalo, pargo y corvina.

Áreas naturales protegidas
- Protección de flora y fauna	Meseta de Cacaxtla
- Santuario	Playa El Verde Camacho y Playa Ceuta

## Infraestructura

### Presas
| Nombre Oficial                     | Nombre Común | Capacidad al NAMO (millones de m³) | Altura de Cortina (m) | Año de Terminación | Corriente en la que se encuentra |
| Presa Adolfo López Mateos          | El Varejonal | 3.086                              | 105,50                | 1964               | Río Humaya                       |
| Presa Miguel Hidalgo y Costilla    | El Mahone    | 2.921                              | 81,00                 | 1956               | Río Fuerte                       |
| Presa Luis Donaldo Colosio         | Huites       | 2.908                              | 164,75                | 1995               | Río Fuerte                       |
| Presa José López Portillo          | El Comedero  | 2.580                              | 136,00                | 1981               | Río San Lorenzo                  |
| Presa Gustavo Díaz Ordaz           | Bacurato     | 1.737                              | 116,00                | 1981               | Río Sinaloa                      |
| Presa Sanalona                     | Sanalona     | 675                                | 81,00                 | 1948               | Río Tamazula                     |
| Presa Josefa Ortiz de Domínguez    | El Sabino    | 615                                | 44,00                 | 1967               | Río Álamos                       |
| Presa Aurelio Benassini            | El Salto     | 404                                | 73,00                 | 1988               | Río Elota                        |
| Presa Picachos                     | Picachos     | 322                                | 80,00                 | 2008               | Río Presidio                     |
| Presa Guillermo Blake              | El Sabinal   | 294                                | 81,20                 | 1985               | Arroyo Ocoroni                   |
| Presa Eustaquio Buelna             | Guamúchil    | 90                                 | 29,00                 | 1972               | Río Mocorito                     |
| Ing. Juan Guerrero Alcocer         | Vinoramas    | 55                                 | 50,00                 | 1994               | Arroyo El Bledal                 |
| Presa Santa María(en construcción) | Santa María  | 723                                | 152,00                | 2018               | Río Baluarte                     |
| Presa Las Juntas (en proyecto)     |              |                                    |                       |                    | Río Piaxtla                      |
| Presa La Sábila (en proyecto)      |              |                                    |                       |                    | Río Quelite                      |

### Carreteras
El estado de Sinaloa cuenta con una de las redes carreteras más grande del país. Se encuentra en la posición 7° con una longitud total en vías terrestres de 16.965 km, distribuidos en 5 categorías: carreteras cuatro carriles, carreteras dos carriles, carreteras revestidas, terracerías y brechas. Del total de vías terrestres (16.965 km) que recorren el estado, el 4,68% son carreteras de 4 carriles, el 25,74% son carreteras de dos carriles, el 17,71% son carreteras revestidas, el 19,10% lo comprende las terracerías y el 32,77% son brechas. El estado de Sinaloa tiene 793 km de carreteras de 4 carriles que lo coloca en puesto número 7° en el país, y sus 4.367 km de carreteras de 2 carriles lo coloca en puesto número 16.º 
Las carreteras federales que recorren el estado son: Carretera Federal 15, Carretera Federal 15D, Carretera Federal 24, Carretera Federal 40 y Carretera Federal 40D.

### Ferrocarriles
El estado de Sinaloa cuenta con una de las redes de vías férreas más grandes del país, se encuentra en el lugar 8°, con una longitud total en vías férreas de 1.194,5 km, distribuidos en 3 categorías, que son: troncales y ramales, secundarias y particulares. 
Del total de vías férreas (1.194,5 km), el 75,79% son troncales y ramales, el 19,02% son secundarías, y el 5,19% son particulares.
La mayor parte de la red de ferrocarriles sirve en la actualidad para el transporte de mercancías. 
El estado cuenta con el Ferrocarril Chihuahua al Pacífico, transporta pasajeros, es una importante línea ferroviaria del noroeste de México; enlaza las ciudades de Chihuahua en el estado de Chihuahua y Los Mochis, en el estado de Sinaloa, en la costa del Océano Pacífico. Recorre 673 km, atravesando las Barrancas del Cobre.

### Aeropuertos
El estado de Sinaloa cuenta con 3 aeropuertos internacionales, ubicados en las 3 ciudades principales del estado, Culiacán, Mazatlán y Los Mochis. 
El Aeropuerto Internacional de Culiacán es un aeropuerto que maneja el tráfico nacional e internacional de la ciudad de Culiacán, Sinaloa, México. Este aeropuerto forma parte del Grupo Aeroportuario Centro Norte y es el aeropuerto con mayor cantidad de pasajeros y de operaciones en el estado de Sinaloa. Cuenta con una capacidad para 22 operaciones por hora. Es el 9° aeropuerto más transitado de México.
El Aeropuerto Internacional de Mazatlán es un aeropuerto que maneja el tráfico nacional e internacional de la ciudad de Mazatlán, Sinaloa, México. Este aeropuerto es el segundo más importante de Sinaloa, después del Aeropuerto Internacional Federal de Culiacán. Se encuentra en la zona sureste de la ciudad y es uno de cuatro aeropuertos en México que tiene un Centro de Área de Control (Centro Mazatlán), los otros estando en el Aeropuerto Internacional de la Ciudad de México, Aeropuerto Internacional de Monterrey y Aeropuerto Internacional de Mérida. Centro Mazatlán controla el tráfico aéreo sobre la parte noroeste del país.
El Aeropuerto Internacional de Los Mochis, es un aeropuerto que maneja el tráfico nacional e internacional de la ciudad de Los Mochis, Sinaloa, México. Este aeropuerto es administrado por Grupo Aeroportuario del Pacífico y es el tercer aeropuerto con mayor cantidad de pasajeros y de operaciones en el estado de Sinaloa.

### Puertos
El estado de Sinaloa cuenta con dos puertos marítimos: el puerto de Mazatlán y el Puerto de Topolobampo.
Topolobampo es puerto de altura y cabotaje con conexiones marítimas, terrestres y aéreas. Comunica a las regiones del Mar de Cortés con el Occidente de México. El puerto de Topolobampo enlaza la región con otros estados del norte de México gracias al Ferrocarril Chihuahua-Pacífico, cuya terminal de pasajeros se encuentra en la ciudad de Los Mochis. En el puerto está también la terminal de líneas de transbordadores que conectan el norte de Sinaloa con La Paz, Baja California Sur. 
Mazatlán es hoy en día un puerto turístico, comercial y pesquero, ubicado a unos cuantos kilómetros al sur del Trópico de Cáncer, en el punto de confluencia del océano Pacífico y el Mar de Cortés, frente al extremo sur de la península de Baja California con la que enlaza vía transbordador; siendo el puerto de conexión más importante de la costa occidental de México con Los Ángeles, Panamá y el Mediterráneo. Está ubicada sobre una pequeña península que se proyecta hacia una bahía natural, separando así a la flota pesquera y el tráfico de barcos de la línea de playas, la cual se extiende a lo largo de 26 km hacia el norte.

## Demografía
El INEGI dio a conocer los resultados del Censo de Población y Vivienda 2020 correspondientes al cuestionario básico, La población total en Sinaloa es de 3 026 943 habitantes. De ellos, 1 532 128 son mujeres (50.6%) y 1 494 815 son hombres (49.4%). Sinaloa ocupa el lugar 17 a nivel nacional por número de habitantes y descendió 2 sitios con respecto a 2010. La edad mediana en el estado es de 30 años. La población es  mayoritariamente mestiza. 

### Población
Según los datos que arrojó el Censo de Población y Vivienda realizado por el Instituto Nacional de Estadística y Geografía (INEGI) con fecha censal del 2 al 27 de marzo de 2020, el estado de Sinaloa contaba hasta ese año con un total de 3 026 943 habitantes, de dicha cantidad, 1 494 815 eran hombres y 1 532 128 eran mujeres. La tasa de crecimiento anual para la entidad durante el período 2005-2010 fue del 1,2%.
La población sinaloense en los últimos años ha experimentado un rápido y continuo proceso de urbanización, la cual tiene un porcentaje del 76%, concentrándose principalmente en su capital, Culiacán Rosales, la cual cuenta con una población de 808,416 habitantes, en segundo lugar está Mazatlán, con 441,975 habitantes, en tercero está Los Mochis, con 298,009 habitantes, en cuarto está Guasave, con 77,849 habitantes y en quinto está Guamúchil, con 65,215 habitantes. El resto de las ciudades en importancia son Escuinapa, Villa Juárez, Navolato, Costa Rica y Leyva Solano, las cuales no superan los 50.000 habitantes.
La población nacida en la entidad supera el 85%, el resto corresponde a los estados limítrofes de Sonora, Chihuahua, Durango y Nayarit, otro porcentaje corresponde al resto del país y por último a los extranjeros, que en año 2010 ascendían a 17.973.

## Cultura

### Artes plásticas
Sinaloa es cuna de grandes exponentes en diferentes expresiones de las artes. En el área de la pintura destacan pintores como Ernesto Ríos Rocha, Elva García, Roberto Gandarilla, Baltazar Rivera, Carlos Maciel, Ricardo Corral, Antonio López Sáenz, Gabriela Campos, entre otros.

### Música
La música de banda sinaloense es el tipo de música reconocido como original y propio del Estado de Sinaloa, su conformación instrumental lo diferencia de los otros estilos musicales del país.

### Arquitectura
Algunos monumentos arquitectónicos del estado son:
- iglesia de nuestra señora de guadalupe en Guamúchil
- Iglesia de San Sebastián en Concordia; data del año 1700
- Templo de San Ignacio de Loyola del siglo XVII, reconstruido en el siglo XIX, sobre las ruinas de la Iglesia Jesuita en el municipio de Choix
- Iglesia de San Pedro, en Alhuey, municipio de Angostura, data del año 1872
- Catedral Basílica de Nuestra Señora del Rosario, data del año 1842; templo de Imala, data del siglo XVI; ruinas del Templo de Tabalá, en el municipio de Culiacán
- Templo del Sagrado Corazón de Jesús, construido en el siglo XVII, en el municipio de El Fuerte
- Templo de Nuestra Señora del Rosario: ruinas de la Iglesia de Guadalupe en la comunidad de Nío construida en el siglo XVII, en el municipio de Guasave
- Iglesia de la Purísima Concepción, en el municipio de Mocorito, data del siglo XVIII
- Templo de San Francisco de Asís, en el municipio de Navolato
- Templo de Nuestra Señora del Rosario, con retablos de oro, construida en el siglo XVIII, en el municipio de Rosario

#### Historia de monumentos históricos
Jardín Botánico "Benjamin Francis Johnston", en Los Mochis, Sinaloa. Diseñado por Florence Yoch y Lucille Council, en 1930.
Los monumentos más representativos de los pueblos de origen minero son tres: la iglesia de San Sebastián, en Concordia; la de Nuestra Señora del Rosario, en la población del mismo nombre, y la de San Juan Bautista, en Copala, construcciones éstas del último tercio del siglo XVIII, con fachadas barrocas de cantera finamente labrada. En los tres se advierte una distribución semejante de los cuerpos, con arcos de medio punto enmarcados en columnas con decoración vegetal.
Hacia el norte, el sistema misional tuvo un gobierno y una organización especiales, donde el jefe militar actuaba de acuerdo con los jesuitas. La arquitectura religiosa corresponde a las misiones jesuitas, aunque varias de sus construcciones sufrieron daños después de la expulsión de estos. Ejemplo de ellos son los templos de San Ignacio de Choix, con una portada sencilla y espadaña de doble campanil; el de San Juan, en El Fuerte, cuya fachada barroca muestra un interesante cortinaje labrado en piedra sobre el arco de acceso; y Nío, construcción inconclusa cuyos muros se mantienen en pie y presentan un bello arco de medio punto decorado con estrías.
Las ciudades de Culiacán y Mazatlán poseen magníficos monumentos del siglo XIX. En la capital del estado llaman la atención la Catedral, por la esbeltez de sus torres y por la interpretación de su estilo neoclásico, propio de esa época, y el Palacio Municipal, destinado inicialmente a seminario, sobria edificación cuyo atractivo es el juego de volúmenes.
Por su parte, Mazatlán tiene uno de los teatros más hermosos, ejemplo de la influencia francesa en la arquitectura de la segunda mitad del XIX. En la Catedral de Mazatlán, es apreciable el eclecticismo propio de principios del siglo XX, en la interesante mezcla de estilos que le da su peculiar encanto.

#### Monumentos, esculturas y bustos en honor a los héroes nacionales y locales
- Monumento a Gabriel Leyva Solano, protomártir de la Revolución Mexicana.
- Monumento a la raza Cahíta, erigido con motivo del cuarto centenario de la fundación española de Guasave.
- Monumentos en honor a Benito Juárez, José María Morelos, Miguel Hidalgo, Agustina Ramírez, Rafael Buelna Tenorio, Soldado Desconocido, Emiliano Zapata y a la Madre Tierra en Culiacán.
- Escultura a Don Miguel Hidalgo en el municipio de Cosalá.
- Bustos del General Macario Gaxiola y Don Benito Juárez en el municipio de Angostura.
- Todo el primer cuadro de la ciudad de El Fuerte. Declarado oficialmente área colonial.
- Casas coloniales de la comunidad de Baymena, en Choix.
- Centro histórico de estilo colonial de la antigua Villa de San Sebastián, Concordia.
- Centro de la Ciudad de Mazatlán.

### Gastronomía
A pesar de que los pescados y mariscos forman parte importante de las especialidades gastronómicas de Sinaloa, un platillo que ha destacado dentro y fuera del Estado es el chilorio, carne de cerdo finamente deshebrada y condimentada con salsa de chile ancho y otras especias. El pollo asado estilo Sinaloa es otra especialidad que se ha extendido a otros lugares. El mochomo, carne de res tipo cecina es otra especialidad típica de Sinaloa, de igual manera que los pichones empapelados, el corte para carne asada llamado cabrería y los camarones sinaloenses en "aguachile", marinados en jugo de limón, rellenos de queso rallado, envueltos con tocino o cocidos a la parrilla, así como el pescado zarandeado.

### Deportes
La ulama, versión regional de juego de pelota prehispánico, se practica todavía en el estado, sobre todo en los municipios de Guasave, Mocorito y Angostura. En la actualidad el estado alberga equipos de liga profesional en béisbol, fútbol y baloncesto, en el estado de Sinaloa el deporte más popular y con mayor tradición es el béisbol.

#### Béisbol
Sinaloa cuenta con 4 equipos profesionales de Béisbol que participan en la Liga Mexicana del Pacífico, los cuales llevan más de 50 años participando. 
- Tomateros de Culiacán
- Venados de Mazatlán
- Cañeros de Los Mochis
- Algodoneros de Guasave

#### Baloncesto
Sinaloa cuenta con 3 equipos profesionales de baloncesto que participan en el Circuito de Baloncesto de la Costa del Pacífico, dicho circuito inicio su segunda etapa en el 2001.
- Caballeros de Culiacán
- Venados de Mazatlán
- Pioneros de Los Mochis

#### Fútbol
Sinaloa cuenta con 4 equipos profesionales de fútbol de los cuales 3 participan en distintas ligas de ascenso y 1 en Primera División de la Federación Mexicana de Fútbol.
- Mazatlán Fútbol Club (Liga BBVA MX)
- Dorados de Sinaloa (Liga de Ascenso de México)
- Murciélagos de Los Mochis (Segunda División de México)
- Águilas de la UAS (Tercera división mexicana)

### Festivales y fiestas locales
Sinaloa tiene varias fiestas que se celebran en todo el año, estas fiestas son parte del patrimonio cultural de los sinaloenses
| Fechas                           | Celebración/Fiesta                               |
| -------------------------------- | ------------------------------------------------ |
| 1 de enero                       | Año Nuevo                                        |
| 6 de enero                       | Día de los Reyes Magos                           |
| 2 de febrero                     | Día de la Candelaria                             |
| 24 de febrero                    | Día de la Bandera de México                      |
| 40 días antes de la Semana Santa | Carnaval de Mazatlán                             |
| Domingo de Ramos                 | Semana Santa                                     |
| 21 de marzo                      | Día de la primavera y natalicio de Benito Juárez |
| 30 de abril                      | Día del Niño                                     |
| 1 de mayo                        | Día del Trabajo                                  |
| 10 de mayo                       | Día de la Madre                                  |
| Tercera semana de mayo           | Fiestas del Mar de Las Cabras                    |
| Tercer Domingo de junio          | Día del Padre                                    |
| 16 de septiembre                 | Día de la Independencia                          |
| 4 de octubre                     | Sinaloa 50k                                      |
| 2 de noviembre                   | Día de los Muertos                               |
| 20 de noviembre                  | Aniversario de la Revolución mexicana            |
| 12 de diciembre                  | Día de la Virgen de Guadalupe                    |
| 24 de diciembre                  | Nochebuena                                       |
| 25 de diciembre                  | Navidad                                          |
| 31 de diciembre                  | Fin de año                                       |

### Ciudades hermanadas
| Estado              | País   | Año  |
| ------------------- | ------ | ---- |
| DF ( México, D. F.) | México | 2009 |

| Noroeste: Sonora          | Norte: Sonora | Nordeste: Chihuahua |
| Oeste: Océano Pacífico    |               | Este: Durango       |
| Suroeste: Océano Pacífico | Sur: Nayarit  | Sureste: Durango    |